# Dyschiridium
Dyschiridium is een geslacht van kevers uit de familie van de loopkevers (Carabidae). De wetenschappelijke naam van het geslacht is voor het eerst geldig gepubliceerd in 1861 door Chaudoir.

## Soorten
Het geslacht Dyschiridium omvat de volgende soorten:
- Dyschiridium concinnum (Peringuey, 1926)
- Dyschiridium ebeninum Chaudoir, 1861
- Dyschiridium lastii (Bates, 1886)
- Dyschiridium subdepressum (Kolbe, 1895)